# マザーテ
マザーテ（伊: Masate）は、イタリア共和国ロンバルディア州ミラノ県にある、人口約3,600人の基礎自治体（コムーネ）。

## 地理

### 位置・広がり

#### 隣接コムーネ
隣接するコムーネは以下の通り。
- バジアーノ
- カンビアーゴ
- ジェッサーテ
- インザーゴ
- ポッツォ・ダッダ

### 地震分類
イタリアの地震リスク階級 (it) では、3 に分類される
。